# Protocole orienté bit
Pour les articles homonymes, voir BOP.
Un protocole orienté bit (ou BOP, pour bit-oriented protocol), aussi appelé protocole orienté binaire, est un protocole de communication qui transmet les flux de données comme un ensemble de bits sans sémantique (il n'a pas de notion de caractère, de signification).